# Vojenské velitelství Velké Prahy Bartoš

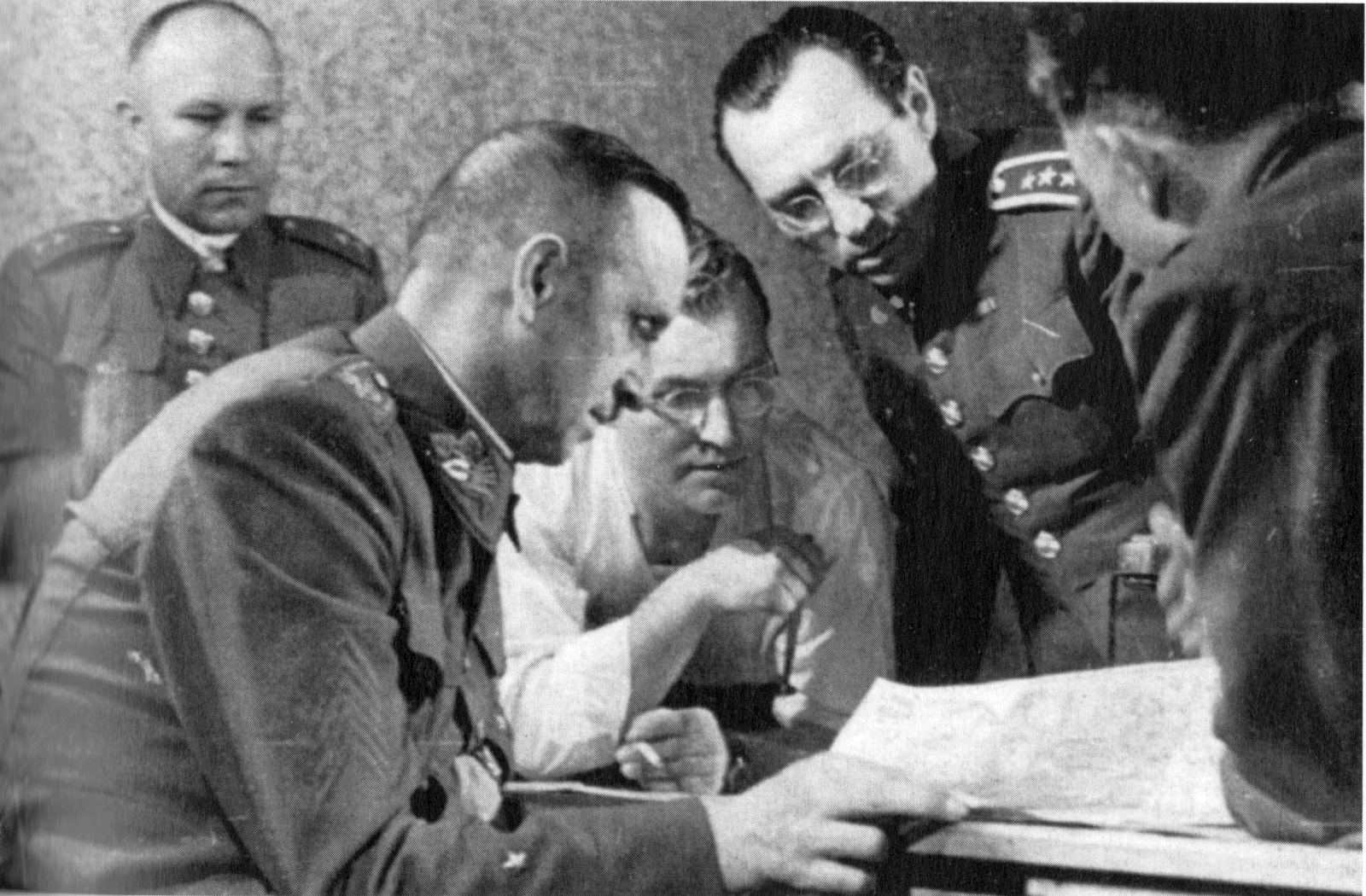
VVVP "Bartoš", Praha, květen 1945. Zleva doprava: sedící Karel Kutlvašr, sedící v košili Jaromír Nechanský, stojící v náklonu František Bürger-Bartoš

Vojenské velitelství Velké Prahy Bartoš (dále je užívána zkratka VVVP "Bartoš") je oficiální označení pro "Povstalecké velitelství Bartoš" (někdy nazývané též zkráceně "Velitelství Bartoš"), které během pražského povstání v květnu 1945 zastávalo funkci velicího ústředního povstaleckého štábu. Toto velitelství vzniklo na základě iniciativy ilegální odbojové skupiny "Bartoš", kterou založil bývalý příslušník československých legií v Itálii podplukovník generálního štábu František Bürger-Bartoš (Za protektorátu používal František Bürger krycí jméno Bartoš. To později přijal jako oficiální součást svého jména.) Centrálním místem velení v době Pražského květnového povstání 1945 se stal hlavní kryt pražské protiletecké ochranné policie dislokovaný v podzemí v Bartolomějské ulici. Bojové operace na území Velké Prahy byly řízeny brigádním generálem Karlem Kutlvašrem, jenž zastával funkci vojenského velitele Velké Prahy. Jemu a jeho náčelníkovi štábu "Bartoš" podplukovníku Františku Bürgerovi byly podřízeny všechny velitelsky podchycené bojeschopné jednotky ve Velké Praze. Jednotky podřízené povstaleckému velitelství Bartoš (spolu s povstaleckým velitelstvím Alex a dalšími vojenskými složkami) přispěly rozhodující měrou k úspěšnému výsledku bojů v pražských ulicích i na periferních oblastech Prahy ve dnech 5. až 8. května 1945.

## Historický úvod

### Obrana národa
Vojenská ilegální odbojová organizace Obrana národa (ON) vznikla na území protektorátu již po březnu 1939 a působila zde prakticky až do konce druhé světové války. Na jejím založení a velitelském územním a hierarchickém řízení se podíleli vysocí důstojníci Němci rozpuštěné prvorepublikové československé armády. Jako důležitá organizace protinacistického odporu byla vystavena neustálým likvidačním snahám německých bezpečnostních složek (gestapo, Sicherheitsdienst). Těm se v několika destrukčních vlnách podařilo pozatýkáním klíčových osob ON oslabit a rozbít. Na postech velitelů ON se tak postupně (ve čtyřech garniturách) vystřídali významní původně prvorepublikoví generálové. Třetí garnitura ON byla zlikvidována úderem německých bezpečnostních složek v červnu 1944, kdy byl (22. června 1944) zatčen její tehdejší velitel armádní generál Zdeněk Novák.

### Nová koncepce ilegálního boje
Kvůli dlouhému trvání druhé světové války, nediskrétnosti obyvatelstva, velkému pohybu lidí v protektorátu a zpravodajskému úsilí německých represivních orgánů se českému rezistentnímu hnutí nedařilo sestavovat odbojové organizace s delší životností složené z řad dobrovolníků na základě náhodného seskupení teritoriálního (podle bydliště) či profesního (podle pracovního působiště). Odboji se tak vnucovala myšlenka použít k protiněmeckému boji složky, které byly již utvářeny samotným německým aparátem a to z řad českých lidí (četnictvo, policie, vládní vojsko apod.) zejména s využitím anonymity ve velkých městech.

### František Bürger-Bartoš
Tento odbojový koncept sdílel i František Bürger-Bartoš. Ten byl za první světové války příslušníkem československých legií na italské frontě. Po první světové válce vstoupil se zkušenostmi zpravodajce do československé prvorepublikové armády a dosáhl důstojnické hodnosti (podplukovník generálního štábu). Po Mnichovu a německé okupaci (a po likvidaci československé armády) odešel František Bürger z jižních Čech do Prahy. Po rozpuštění armády a vynuceném přechodu do civilního sektoru se v Praze stal František Bürger (počínaje 14. srpnem 1939) úředníkem (odborovým radou) pensijního oddělení ministerstva financí.  Zde měl na starosti penzijní oddělení pro otázky bývalých důstojníků československé armády. To mu po celou dobu existence protektorátu umožňovalo mít aktuální a detailní přehled o bývalých (speciálně vyšších) důstojnících.

### František Bürger a Karel Kutlvašr
Na počátku druhé světové války František Bürger spolupracoval s předsedou protektorátní vlády generálem Aloisem Eliášem a jako zpravodajec pak ve vojenské ilegální odbojové organizaci Obrana národa (ON) s generálem Bedřichem Homolou. Později jej velitel ON armádní generál Zdeněk Novák jmenoval přednostou zpravodajské služby ON. Po zatčení generála Zdeňka Nováka unikl František Bürger (díky mlčenlivosti generála Nováka a náčelníka jeho štábu podplukovníka generálního štábu Stanislava Suledra) prozrazení. V srpnu roku 1944 navštívil Františka Bürgera na ministerstvu financí hrdina ruských legií brigádní generál Karel Kutlvašr, který hledal spojení na vojenský odboj. Od té doby zůstali oba bývalí důstojníci ve spojení. Podplukovník generálního štábu František Bürger začal postupně budovat novou „kostru“ vojenské organizace schopné ke konci druhé světové války bojovat proti německým okupantům v Praze.

### Opěrné body Bürgerovy koncepce
Bürgerův koncept počítal s existencí a velitelským podchycením uniformovaných protektorátních sborů s českými příslušníky v čele s policií a četnictvem, dále pak s vládním vojskem, profesionálními hasičskými útvary, které by mohly být doplněny několikatisícovou "armádou" tvořenou zaměstnanci Elektrických podniků hlavního města Prahy ("tramvajáky"). Dále se soustřeďoval na zformování ilegálního praporu z bývalých příslušníků pohraniční finanční stráže (žijících v Praze) s důrazem na pražské složky tzv. Luftschutz (protiletecké ochranné policie; dále jen PO). Protiletecká ochranná policie čítala asi 4200 uniformovaných neozbrojených mužů (posílených totálně nasazenými obyvateli Prahy). Úkolem PO bylo likvidovat následky leteckých náletů, byla podřízena policejnímu prezidentovi, na velitelských místech PO byli zaměstnáni bývalí důstojníci československé armády a byla organicky spojena se sítí pražské uniformované protektorátní policie. PO měla k dispozici i podpůrné vedlejší složky jakými byly ošetřovny, kuchyně, vozidla, sklady, materiál apod.

### Bürgerova činnost na ministerstvu
V kanceláři Františka Bürgera probíhaly od začátku roku 1945 přípravné schůzky, na kterých se plánovalo vojenské povstání v Praze a v jejím okolí. (Poslední schůzka se zde uskutečnila těsně před spontánním vypuknutím pražského květnového povstání, a to v sobotu dne 5. května 1945 v 09.00).
Na ministerstvu financí kolem sebe František Bürger shromáždil také zde zaměstnané bývalé vyšší důstojníky. Ti se kromě "práce pro ministerstvo" věnovali i ilegální činnosti. Podle rodné chalupy používal František Bürger krycí jméno "Bartoš" a stejné jméno dostala i jeho ilegální odbojová skupina - "Bartoš". Tato zpravodajská skupina byla dobře zakonspirovaná, fungovala v rámci ON a pracovala po dobu několika let prakticky nezasažena represivními údery německých bezpečnostních složek (gestapo, sicherheitsdienst). (Odbojová skupina Bartoš byla v činnosti po celou dobu protektorátu.)
Jednotky PO pomáhal Bürgerovi na ministerstvu financí organizovat bývalý štábní kapitán ženijního vojska Josef Stejskal fungující jako spojka k policii a četnictvu. Stejskalův spolupracovník policejní poručík Miloslav Krois byl správcem hlavního krytu pražské protiletecké ochranné policie v centru města v Bartolomějské ulici číslo 5.

### Kryt v Bartolomějské ulici
Tento pevný hlavní kryt pražské protiletecké ochranné policie se nacházel v podzemí v Bartolomějské ulici číslo 5 . V tomto objektu měl František Bürger k dispozici vycvičený spojovací a administrativní policejní aparát.
Původní osazenstvo krytu disponovalo aktivními telefonními linkami po celé Praze  a to díky v krytu umístěné samostatné spojovací ústředně. Ta realizovala spojení na:
- 35 přístrojů policejní a státní sítě;
- zvláštní linky pro komunikaci se šesti pražskými policejními úseky;
- ředitelství drah, pošt, pražský požární sbor a
- pozorovatelny na petřínské rozhledně a Staroměstské radnici.

Pro urychlení vydávání rozkazů byl zde přes ústřednu zřízen „telefonický oběžníkový hovor“, při němž se rozkazy automaticky přenášely současně na velitelství šesti pražských policejních úseků.
Kryt v Bartolomějské ulici číslo 5 měl i dálnopisné spojení. To vedlo na:
- 6 pražských policejních úseků a
- 46 policejních revírů (rozkaz z krytu mohlo přejímat současně kompletních 52 účastnických policejních stanovišť.) [p 3].

Zařízení krytu si ještě před povstáním František Bürger-Bartoš osobně prohlédl dne 23. dubna 1945. Dopoledne dne 5. května 1945 zajistili kryt čeští policisté. Od nich si dne 5. května 1945 před 11.30 převzal stanoviště budoucího povstaleckého velitelství podnáčelník štábu "Bartoš" podplukovník generálního štábu Emil Horyna. Po dobu pražského povstání střežila lokalitu VVVP "Bartoš" obrněná jednotka kapitána Karla Dvořáka. Jednotka byla vyzbrojena ukořistěným tančíkem AMR 35. Tyto stroje používali Němci pod označením PzSpWg ZTI 702(f). Jednalo se původně o francouzské tančíky, které nasazoval wehrmacht ke strážní službě na Němci okupovaných územích.

### Bilance povstaleckých sil na jaře 1945
Obě povstalecké skupiny ("Bartoš" i "Alex") nebyly dostatečně vyzbrojeny. Odboj na jaře 1945 byl značně zdecimován předchozími údery gestapa a Němců a byl značně roztříštěný. Povstalci se opírali především o českou policii, četnictvo, hasičské útvary, tramvajáky a železničáře. Celkem vzato se jednalo asi o 10000 minimálně vyzbrojených mužů, ze kterých asi polovina byla vybavena pistolemi a menším počtem pušek.
Na jaře roku 1945 měla "kostra" skupiny Bartoš k dispozici:
- šest praporů Luftschutzu (protiletecké ochrany),
- 4026 uniformovaných policistů ze všech revírů,
- 425 zaměstnanců Elektrických podniků hlavního města Prahy,
- 400 četníků,
- 385 příslušníků vládního vojska,
- 200 příslušníků bývalé finanční stráže a
- stovky dalších vojáků a důstojníků předmnichovské armády.

### Předběžné cíle povstalců před vypuknutím povstání
Bürgerova organizace si v Praze v dané situaci vytyčila následující cíle:
- při kapitulaci Němců obsadit ihned město, udržet zde pořádek a zajistit Němce a kolaboranty,
- likvidovat případný německý odpor (ten bylo možno reálně předpokládat jen u gestapa a jednotek SS),
- podchytit vojensky spontánně vzniklé lidové povstání (pokud vznikne předčasně a neplánovaně) a "do příchodu spojeneckých armád zlomit německý odpor nebo jej alespoň udržet v rozumných mezích".

### Přípravné kroky
- V dubnu 1945 vešel František Bürger ve spojení s podplukovníkem generálního štábu Raimundem Mrázkem (náčelník štábu velitelství Alex) a s podplukovníkem generálního štábu Oskarem Pejšou (zpravodaj velitelství Alex). Oba zmínění důstojníci měli totiž spojení na další ilegální vojenské skupiny, které mohly posílit skupinu "Bartoš".[3] Některé kontakty na odbojové skupiny (např. na odbojovou skupinu "Tajemník" vedenou divizním generálem Františkem Hrabčíkem) byly použitelné[3], v případě jiných se jednalo spíše o "platonická podzemní hnutí" vzbuzující při bližším jednání s jejich představiteli oboustrannou nedůvěru (možná provokace gestapa)[3] nebo se jednalo o "stínové" odbojové skupiny (po válce většinou prezentovaly velkolepé plány povstání a grandiozní odbojovou činnost).[3] Nedohodou skončilo i poslední krátké jednání na ministerstvu financí, které proběhlo 4. května 1945 mezi Františkem Bürgerem a velitelem vojenské odbojové skupiny "Trávnice" štábním kapitánem Adamem Wohlrathem.[3]

- Zařízení krytu v Bartolomějské ulici číslo 5 si dne 23. dubna 1945 (ještě před povstáním) osobně prohlédl František Bürger.[6] Hodinu po jeho odchodu byl vchod do budovy zajištěn německou policií, jejímž úkolem bylo znemožnit vstup cizím osobám.[3]

- František Bürger navázal kontakt se zástupcem náčelníka štábu Inspektorátu I vládního vojska podplukovníkem generálního štábu Antonínem Šilhavým. S jeho organizační pomocí počítal Bürger především při vytvoření velkého mobilizačního střediska povstalců ve Štefanikových kasárnách na náměstí Kinských na Smíchově, kde dosud sídlily jen torza 1. praporu Vládního vojska.[3]

- Zásadní kroky směrem k ovládnutí budovy rozhlasu na Vinohradech učinil František Bürger s důkladností a v předstihu takto:[3]
  - Mezi správní personál nechal "infiltrovat" člena skupiny "Bartoš" absolventa obchodní akademie Zdeňka Kousala,
  - za účelem obsazení budovy rozhlasu povstalci vytvořil přepadovou skupinu pod velením nadporučíka v záloze Miloše Duffka,
  - v polovině dubna 1945 se Bürger osobně setkal s rozhlasovým hlasatelem Zdeňkem Mančalem k projednání otázek spolupráce personálu při obsazování budovy s důrazem na nepoškození technického zařízení,
  - v odpoledních hodinách 2. května 1945 v budově ministerstva financí seznámil rozhlasový technik Bohuslav Marek nadporučíka v záloze Miloše Duffka s poměry v rozhlase a situační náčrtek v hlavní rozhlasové budově byl pak předán policejnímu štábnímu kapitánovi Valtrovi, který měl rozhlas obsadit oddílem české policie.

- František Bürger pověřil předválečného velitele Pluku útočné vozby 1 v Milovicích plukovníka generálního štábu Zdeňka Vltavského organizací obrněných povstaleckých jednotek v době pražského květnového povstání. Tyto jednotky měly být personálně tvořeny bývalými příslušníky tankových jednotek z let 1938 až 1939 a vyzbrojeny měly být obrněnými vozidly, která se vyráběla nebo byla opravována v Českomoravských strojírnách v Libni a ve smíchovské Škodovce.[3]

- V rámci skupiny "Bartoš" bylo zřízeno i "velitelství letectva", kam byli jmenováni vyšší důstojníci letectva podřízení podplukovníku letectva Janu Štrofovi. Úkolem této části skupiny "Bartoš" bylo dlouhodobé sledování letišť Ruzyně a Kbely a rovněž plánování přepadových skupin pro letiště v Kralupech nad Vltavou a pro letiště Klecany.[3] Velitelství povstaleckého letectva sídlilo během Pražského povstání v budově ministerstva financí a disponovalo pouze jediným německým dvojmístným cvičným letounem Arado Ar-396. Ten operoval 5. května 1945 z letiště v Letňanech. Toto velitelství komunikovalo s VVVP "Bartoš", s americkou armádou v Plzni jakož i s povstaleckými skupinami v okolí pražských letišť v Ruzyni a ve Kbelích.[6]

- Kromě plánu obsazení budovy vinohradského rozhlasu byl Bürgerem připraven plán na přerušení telefonních linek, které používala německá armáda, gestapo, okupační úřady i němečtí civilisté.[4] František Bürger měl spojení na vrchního poštovního tajemníka Josefa Kubíčka. Plán počítal s vyřazením německé kabelové telefonní sítě u ústředen 093 (německé správní úřady), 097 (gestapo) a 098 (vojenská ústředna) což znamenalo vyřazení spojeni pro asi 6000 koncových telefonních stanic.[3] Obsazení telefonní ústředny odbojem se podařilo první den povstání tj. 5. května 1945[4] v době, kdy VVVP "Bartoš" oficiálně zahájilo svoji činnost.[3]

### Velitelské síly v květnu 1945
Historici dnes (2016) připomínají, že ačkoliv Květnové povstání na jaře 1945 v Praze bylo především spontánní akcí, která byla odstartována bez velké koordinace a centrálního vedení, nelze zpochybnit fakt, že bylo systematicky připravováno (zejména v posledních dvou týdnech) především skupinami českých důstojníků, mezi nimiž hráli hlavní roli bývalí legionáři - podplukovníci generálního štábu František Bürger (skupina Bartoš) a Raimund Mrázek (skupina Alex).
Paralelně se skupinami Alex a Bartoš připravovala povstání i Česká národní rada (ČNR). Přípravami byl pověřen kapitán Jaromír Nechanský, který byl letecky vysazen z Británie. ČNR a skupina Bürgera a Mrázka o sobě nevěděly. Zkontaktovaly se až krátce před vypuknutím povstání, kdy už nebyl čas na domluvení společného postupu.
V Pražském květnovém povstání 1945 fungoval brigádní generál Karel Kutlvašr jako vojenský velitel Velké Prahy. Jemu a jeho náčelníkovi štábu Františku Bürgerovi byly podřízeny všechny velitelsky podchycené bojeschopné jednotky ve Velké Praze. Generálu Františku Slunečkovi a jeho povstaleckému velitelství Alex (v čele s náčelníkem štábu Raimundem Mrázkem) byly podřízeny všechny podchycené jednotky v Čechách (převážně v okolí Prahy). Velitelství "Bartoš" bylo velitelsky nadřazeno nad velitelství "Alex" a obě velitelství pak byla "politicky podřízena" odbojovému zastřešujícímu orgánu - České národní radě.

### Předčasný start povstání
Oba odbojové proudy ("Bartoš" a "Alex") plánovaly zahájení vojenských operací proti třicetitisícové německé posádce cca na pondělí 7. května 1945. Situace ale uzrála o dva dny dříve především díky tomu, že odboj obsadil nacistům telefonní spoje.

### Povstalecké velitelství Bartoš
Skupina "Bartoš" byla na konci druhé světové války jednou z mála akceschopných pražských ilegálních organizací. Nejprve vznikla (koncem dubna 1945) ze spolupráce složek politického odboje Česká národní rada (ČNR) a počátkem května 1945 se pak zformovalo vojenské velitelství Velké Prahy - Bartoš. Tím byla v Praze připravena základní povstalecká velitelská struktura. Dále činností skupiny "Bartoš" vzniklo v hlavním krytu pražské protiletecké ochranné policie (podzemí v Bartolomějské ulici číslo 5) strategické stanoviště pro efektivní řízení květnového povstání 1945 ve Velké Praze. Není proto divu, že se nakonec odbojová organizace "Bartoš" (ve spolupráci se skupinou Alex) v květnu 1945 stala základem povstaleckého Vojenského velitelství Velké Prahy a funkce náčelníka jejího improvizovaného štábu se ujal podplukovník generálního štábu František Bürger.

### Povstalecká velitelská struktura
Základní kostra VVVP "Bartoš" během Pražského květnového povstání 1945 byla následující:
- Velitel VVVP: brigádní generál Karel Kutlvašr
- První zástupce velitele VVVP "Bartoš": brigádní generál Ing. Jan Čermák
- Druhý zástupce velitele VVVP "Bartoš": plukovník generálního štábu František Heřman
- Náčelník štábu VVVP "Bartoš": podplukovník generálního štábu František Bürger-Bartoš
- Podnáčelník štábu s úkolem zásobovat úseky zbraněmi: podplukovník generálního štábu Emil Horyna
- Evidence početního stavu: podplukovník generálního štábu Emil Tarant
- Operační oddělení: kapitán generálního štábu Stanislav Hruška
- Zpravodajské oddělení: kapitán generálního štábu Jindřich Šulc
- Přednosta intendance: podplukovník intendance Karel Vrabec
- Propagační a tisková skupina (+ rozhlas): kapitán ženistů v záloze Vladimír Pacák (Překlady dokumentů ČNR do angličtiny a francouzštiny zajišťoval spojovací důstojník generála Karla Kutlvašra - český šlechtic z orlické větve Schwarzenbergů, úředník, diplomat a profesor František Schwarzenberg.[6])
- Protiletecká policie + bezpečnostní sbory s hašičstvem: kapitán ženistů (štábní kapitán policie) Josef Stejskal
- Velitel útočné vozby: plukovník generálního štábu Zdeněk Vltavský
- Velitel letectva: podplukovník letectva Jan Štrof
- Přednosta zdravotní služby: generál zdravotnictva MUDr. Klement Zrůnek.

Dále následovali velitelé bojových oblastí a úseků, kteří územně kopírovali organizaci pražské policie.
- Pro oblast Praha-západ: plukovník generálního štábu Josef Eret
  - III. policejní úsek (Liboc, Vokovice, Veleslavín, Břevnov, Střešovice, Hradčany, Dejvice, Sedlec, Bubeneč, Holešovice): podplukovník generálního štábu Karel Knížka
  - IV. policejní úsek (Motol, Košíře, Jinonice, Hlubočepy, Malá Chuchle, Radlice, Smíchov, Malá Strana): podplukovník pěchoty Karel Jahelka

- Pro oblast Praha-východ: plukovník generálního štábu František Vejmelka
  - I. policejní úsek (Staré Město, Josefov, Nové Město, Karlín, Vyšehrad): podplukovník pěchoty František Přibáň (nepřevzal velení), dodatečně jmenován jako náhradník: plukovník generálního štábu Rudolf Kučera
  - V. policejní úsek (Podolí, Braník, Hodkovičky, Lhotka, Krč, Nusle, Michle, Záběhlice, Hostivař): podplukovník pěchoty Josef Kučera / podplukovník dělostřelectva František Peška
  - VI. policejní úsek (Žižkov, Vinohrady, Hrdlořezy, Malešice, Strašnice): podplukovník generálního štábu Viktor Dyk (současně i jako zástupce velitele pro oblast Praha-východ)

- Pro samostatný úsek Praha-sever (II. policejní úsek: Libeň, Vysočany, Hloubětín, Prosek Střížkov, Kobylisy, Troja, Bohnice): podplukovník Josef Pýcha

S postupujícím časem tak, jak pražské povstání mohutnělo, rozšiřoval se i okruh vojenské problematiky, kterou VVVP "Bartoš" zastřešovalo, což vedlo k tomu, že velitelství v krytu v Bartolomějské ulici začínající s počtem osmi důstojníků na začátku povstání končilo s počtem 123 důstojníků na konci povstání.

Osobnosti VVVP Bartoš a Velitelství Alex
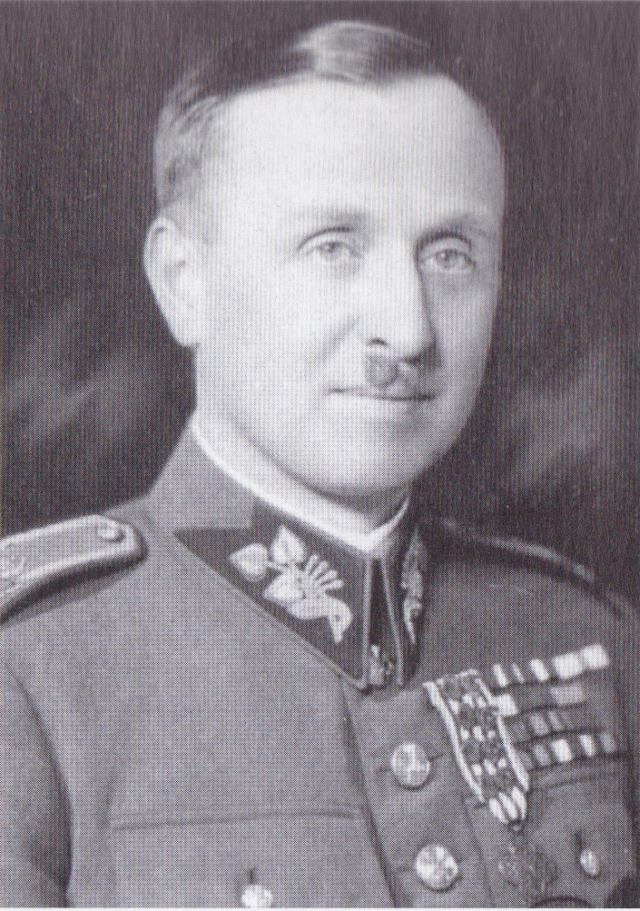
Brigádní generál Karel Kutlvašr
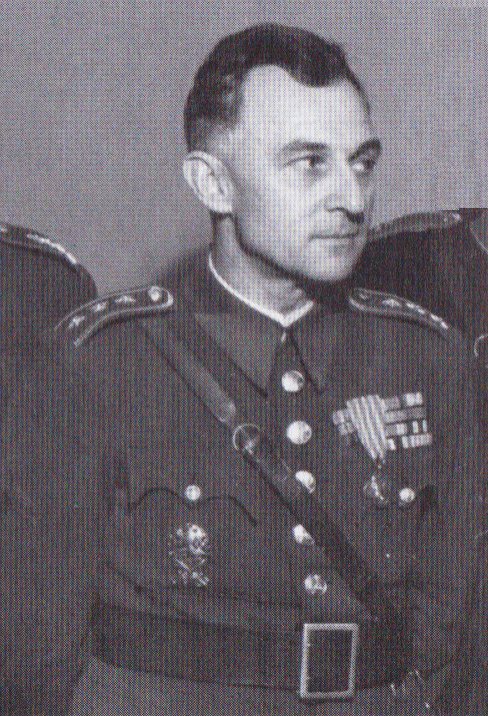
Podplukovník generálního štábu František Bürger-Bartoš
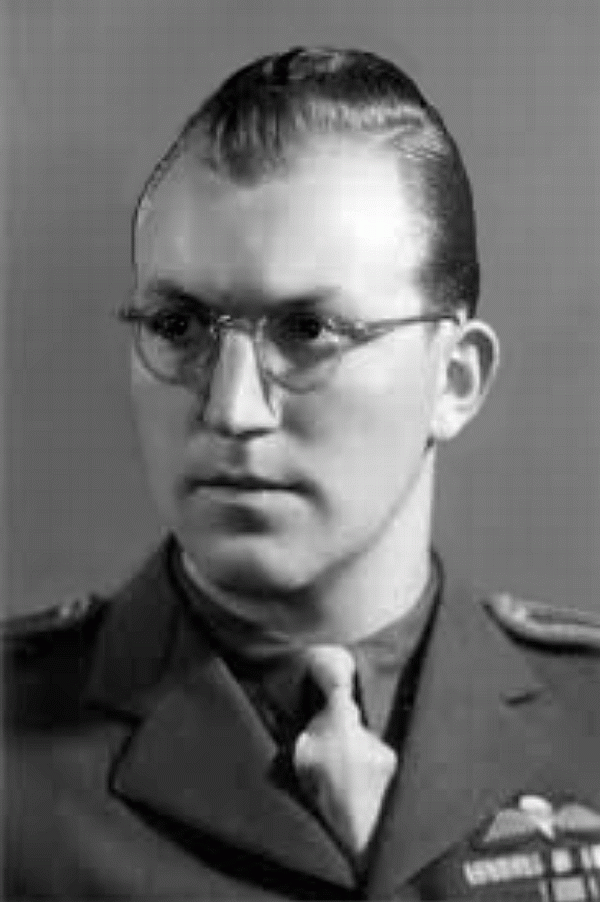
Kapitán Jaromír Nechanský
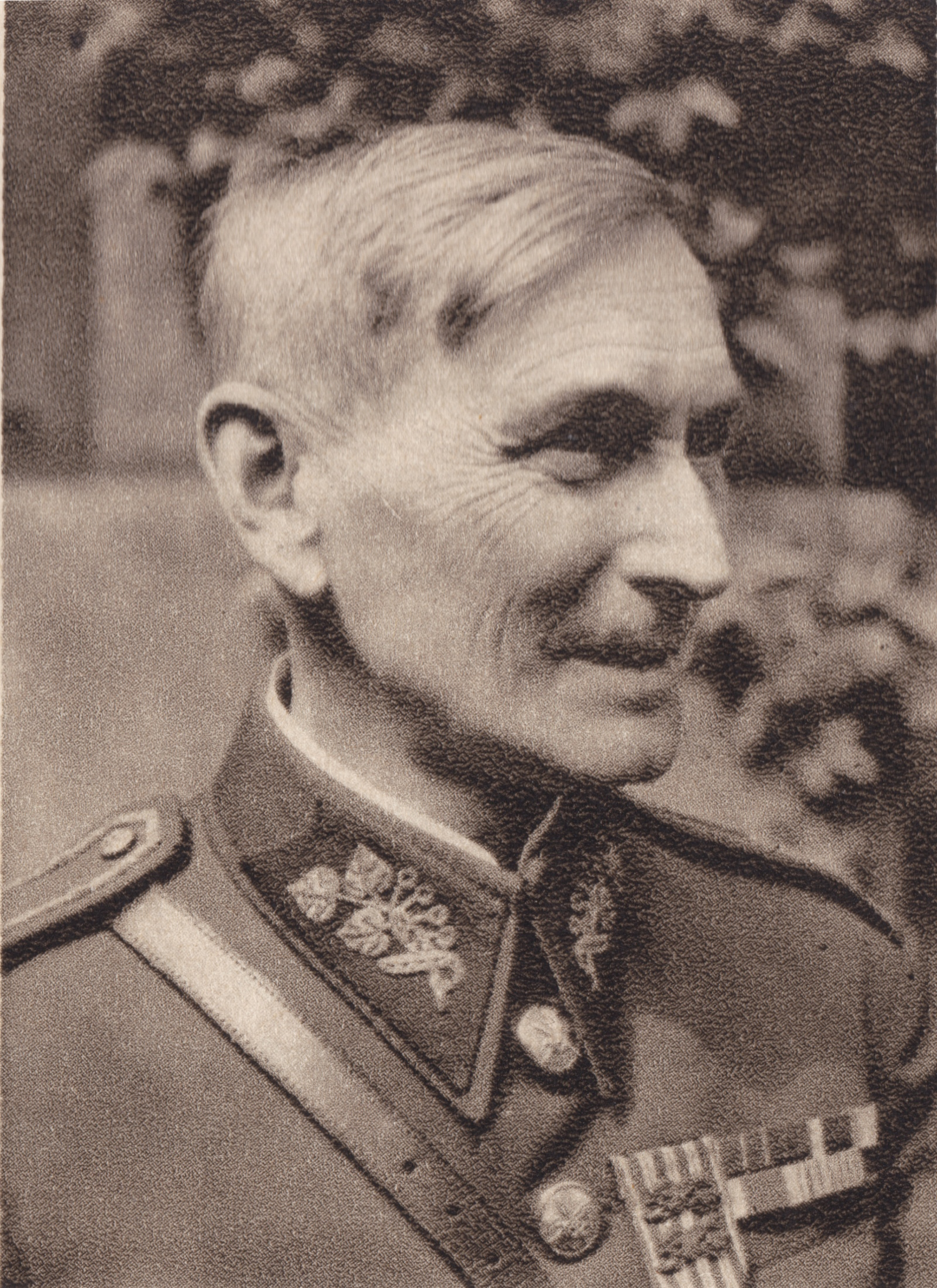
Brigádní generál Zdeněk Novák
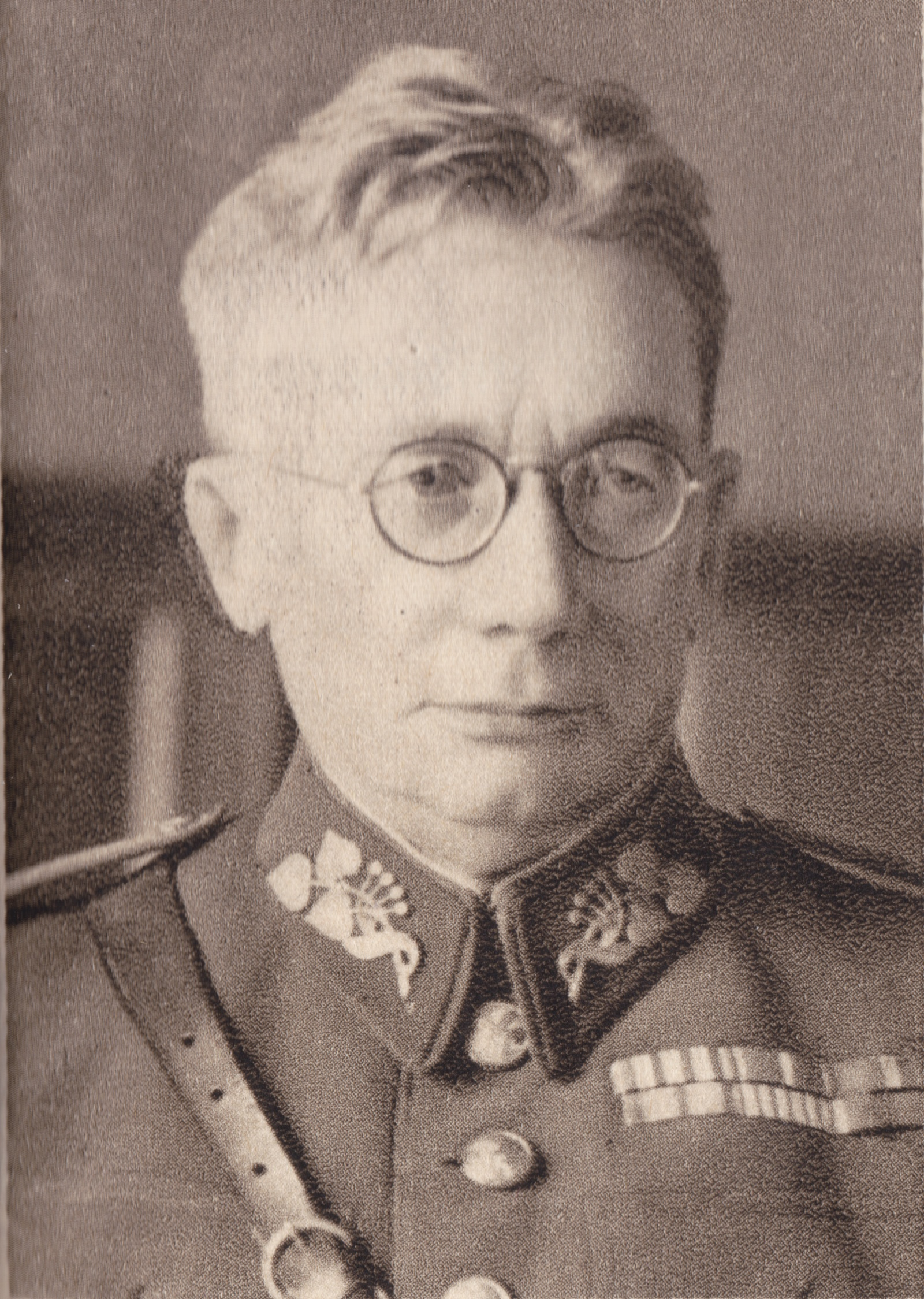
Brigádní generál František Slunečko
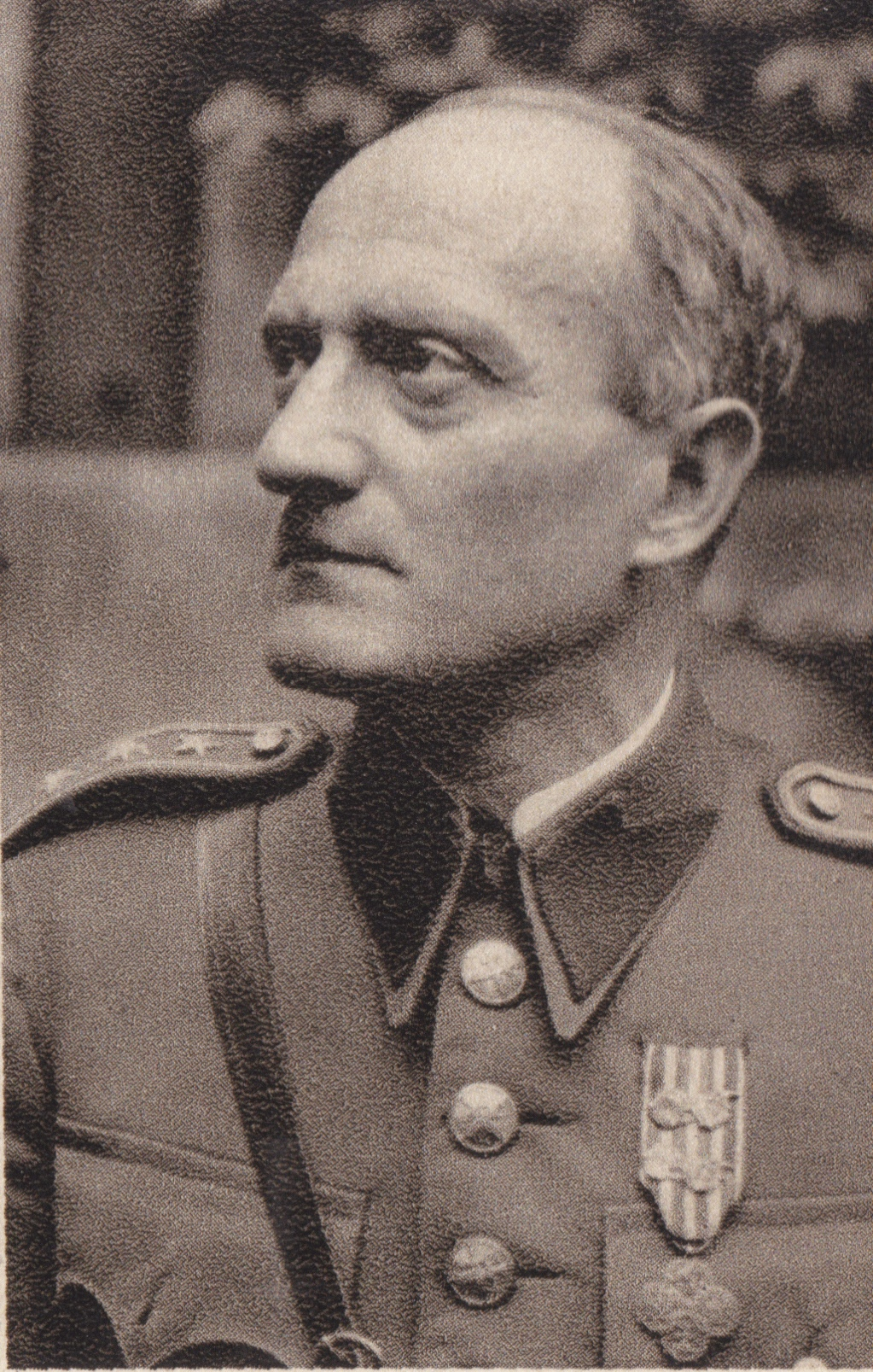
Podplukovník generálního štábu Raimund Mrázek

## Pražské květnové povstání

### Velitelství Bartoš v Pražském povstání
Zde jsou uvedena (v chronologickém pořadí) některá vybraná fakta týkající se událostí v průběhu Pražského květnového povstání 1945 mající buď přímou nebo nepřímou vazbu na aktivity VVVP "Bartoš". Jsou preferovány události, které byly po Únoru 1948 záměrně historicky zkreslovány (např. americká pomoc z Plzně; spolupráce s jednotkami generála Andreje Andrejeviče Vlasova; jednání s nacistickým velením o odchodu německých jednotek z Prahy; Československý kombinovaný oddíl apod.):

#### Sobota 5. května 1945
- V 9.00 začala na ministerstvu financí poslední "předrevoluční" schůzka velitelského kádru skupiny "Bartoš". Zde byl určen nejbližší možný termín ozbrojeného vystoupení proti Němcům na pondělí 7. května 1945.[16]

- V 11.20 vyhlásil telefonicky (na základě vývoje situace v Praze) generál Karel Kutlvašr velitelskou pohotovost skupině "Bartoš". Skupina měla tvořit ústřední štáb povstání v Praze.[16]

- V 11.30 se do krytu v Bartolomějské ulici dostavil podnáčelník štábu velitelství "Bartoš" podplukovník generálního štábu Emil Horyna[17]. Kryt byl již od dopoledne 5. května 1945 zajištěn českými policisty.[16]

- Ve 14.00 se povstalci zmocnili pankrácké věznice, ze které bylo propuštěno na svobodu 3000 vězňů (včetně 50 odsouzenců na smrt).[16] Mezi osvobozenými byl i generál Zdeněk Novák, který se navzdory zdravotnímu stavu podlomenému následky týrání okamžitě zapojil do řízení operací povstaleckého velitelství „Alex“, jemuž do té doby velel generál František Slunečko.

- Ve 14.40 zahájil z krytu v Bartolomějské ulici[6] generál Karel Kutlvašr oficiálně činnost Vojenského velitelství Velké Prahy "Bartoš". Povstalecké velitelství „Bartoš“ se aktivovalo[18] a do večerních hodin soboty 5. května 1945 byla pod jeho velení podchycena většina nejdůležitějších povstaleckých bojových skupin.[16]

- V 16.55 vyslal pražský (povstalecký) rozhlas první zprávu o VVVP "Bartoš".[6][16] Tímto okamžikem se velitelství veřejně ujalo své role. Česká národní rada se představila světu téhož dne o něco později (v 19.55 hodin).[19]

- V sobotu 5. května 1945 odpoledne, v podvečer a v noci opakovaně vyzývalo Vojenské velitelství Velké Prahy „Bartoš“ a Česka národní rada obyvatelstvo Prahy ke stavbě barikád, které by znemožňovaly pohyb německých tanků.[6] Pražané ale začali s barikádami již spontánně během dne (5. května 1945) především v odpoledních hodinách.[20] Velitelství Bartoš rozhlasem přesně vysvětlovalo, z čeho mají lidé barikády budovat:[19]
  - z převržených železničních vagonů,
  - tramvají a nákladních aut,
  - z dlažebních kostek a nejrůznějšího stavebního materiálu,
  - z laviček a
  - z pytlů písku.

(Během čtyřiadvaceti hodin vybudovali pražané ve městě na 1600 barikád.)
- Ve 20.25 dorazil do Radotína (tehdy v roce 1945 to byl okraj Prahy) první hlídkový vůz "vlasovců" - příslušníků Ruské osvobozenecké armády (ROA).[16]

- V sobotu 5. května 1945 v podvečer se Česká národní rada ujala oficiálně řízení povstání v hlavním městě. Povstalecká velitelství Alex a Bartoš uznaly její nadřazené politické postavení. Ve 21.10 se na velitelství Alex dostavil kapitán jezdectva Jaromír Nechanský jako zástupce ČNR (s funkcí předsedy vojenské komise ČNR)[6] a současně i zástupce ministra obrany. Odtud byl přesměrován do štábu VVVP Bartoš tj. do krytu v Bartolomějské ulici.[16]

- Ve 22.55 odvysílal povstalecký rozhlas výzvu k povstalcům. Ve výzvě byla uvedena jména generála Karla Kutlvašra a kapitána Jaromíra Nechanského.[16]

„Než se všechno uvedlo do řádného chodu, vyžádalo si to určitý čas,“ ... „Sešli se lidé noví, často navzájem si vůbec neznámí a ti vyvíjeli činnost, kterou prakticky dělali prvně v životě, nebo ji před šesti lety přerušili. Samozřejmě chvíli trvalo, než se obnovila rutina a než se všechno zaběhlo. Ovšem kritika na to nebere patřičný ohled a vyžaduje hned, od prvních okamžiků, bezvadný chod... Mohu s určitostí prohlásit, že naše velitelství Bartoš, velitelský rámec a celý připravený aparát, vše sedlo jako ušité do situace, kdy se nevědělo, kdy a jak se spustí a jak se provede. Byly to jak šaty ušité do konfekce, ale padly jako ulité.“
generál Karel Kutlvašr, 

#### Neděle 6. května 1945
- V 05.50 vyslal povstalecký rozhlas výzvu k vlasovcům (ROA), aby poskytli pomoc pražskému povstání.[16]

- V 08.15 dorazily do centra Plzně americké tanky Combat Command B 16. obrněné divize plukovníka Charlese H. Nobleho.[16]

- V 08.45 navázalo VVVP "Bartoš" první telefonické spojení s Plzní - čerstvě osvobozenou Američany.[16]

- V 8.50 rozhodl velitel I. úseku Velitelství Bartoš plukovník generálního štábu Rudolf Kučera o zabarikádování všech ulic a prostranství, které vedly do centra města a o nichž bylo možno uvažovat jako o strategicky významných v očekávaných pouličních bojích.[21] VVVP "Bartoš" požádalo Elektrické podniky hlavního města Prahy, aby poslaly tramvajové vozy na konečné stanice a pomohly tak povstalcům zatarasit jimi přístupy do města.[6]

- V rozmezí od 13.00 až do 15.00 Česká národní rada přesunula svoje stanoviště z Dlouhé ulice do ulice Bartolomějské číslo 7 (nynější (2016) adresa Bartolomějská 306/7) do budovy tehdejšího Ústředního sociálního úřadu hlavního města Prahy.[6] Zde, v blízkosti VVVP Bartoš pak působila až do konce pražského povstání.[16]

- V 16.00 vstoupily do Prahy první oddíly ROA. Začaly postupovat od Zličína na Ruzyň, k Motolu a do prostoru Štefánikových kasáren na Smíchově.[16]

- Odpoledne přijel k VVVP Bartoš obrněný transportér SdKfz. 251 Ausf. D Ruské osvobozenecké armády (ROA).[6] V 18.00 na VVVP "Bartoš" v krytu v Bartolomějské ulici bylo zahájeno jednání velitele 1. pěšího pluku 1. pěší divize VS KONR plukovníka Andreje Dmitrijeviče Archipova[17] s velením povstalců o plánu ranního útoku ROA v Praze.[16] Za českou stranu se jednání zúčastnil druhý zástupce velitele VVVP "Bartoš" plukovník generálního štábu František Heřman.[6] Plukovník Archipov požadoval, aby povstalecký rozhlas zdůrazňoval ve svých relacích zapojení ROA do bojů a aby opakovaně vysílal požadavek ROA na kapitulaci německých jednotek.[6]

#### Pondělí 7. května 1945
- V pondělí 7. května 1945 se velitelství Bartoš pokusilo získat na pomoc pražskému povstání americké jednotky. Za tím účelem navázali důstojníci velitelství Bartoš telefonický kontakt s americkým velením v Plzni.[19] Požadovali, aby americká letadla zaútočila na německé tanky, které se valily od Dobříše a Poděbrad, a také na ruzyňské letiště, odkud startovaly německé přepadové letouny.[19] Americké velení však v rámci dohody o demarkační čáře odmítlo přímou podporu i jakoukoliv pomoc zbraněmi, letadly, umožněním odchodu českých dobrovolníků apod.[22]

- Německý pancéřový průzkum pronikl až na Poříčí a Petrské náměstí. Zde byl zatím zastaven povstalci. Střed Prahy byl ohrožen. Právě zde sídlily klíčové organizace Pražského povstání: VVVP Bartoš, ČNR, Ústřední rada odborů (ÚRO) a RNV hlavního města Prahy.[16]

- V ČNR došlo k prvním krizovým jevům. Byly způsobeny postupem nacistů a týkaly se těchto otázek:[16]
  - americká pomoc z Plzně,
  - spolupráce s jednotkami generála Andreje Andrejeviče Vlasova [p 4],
  - formy a cíle jednání s nacistickým velením.

- V 09.10 se ČNR v rozhlasovém prohlášení distancovala od Ruské osvobozovací armády (ROA). Bylo konstatováno, že akce generála Vlasova proti Němcům jsou záležitostí jeho jednotek, že ČNR nemá s ROA žádnou úmluvu a že kooperaci vojenských povstaleckých akcí proti německým vojskům provádějí vojenské štáby (Alex a Bartoš).[16]

- V 9.20 obdržely americké jednotky v západních Čechách definitivní rozkaz k zastavení svého postupu do českého vnitrozemí. To souviselo s německou kapitulací v Remeši.[16]

- V 15.00 bylo povstalecké velitelství Alex generála Františka Slunečka donuceno (tlakem postupujících německých jednotek) opustit střed Prahy (sídlilo v Domě u kamenného stolu na Staroměstském náměstí) a přesunout se do kanceláří generálního ředitelství firmy na kolejová vozidla Ringhoffer na Smíchov.[16] (Firma Ringhoffer sídlila v dnes již neexistujícím továrním komplexu nacházejícím se v prostoru mezi dnešními (2016) ulicemi Plzeňská, Kartouzská, Štefánikova a Radlická.)

- V 15.30 dal velitel 1. pěší ruské divize Ozbrojených sil Výboru pro osvobození národů Ruska (VS KONR) generálmajor Sergej Kuzmič Buňačenko[17] pokyn jemu podřízeným jednotkám dislokovaným na pravém břehu Vltavy k ústupu na smíchovskou stranu. Reagoval tím na odmítavý postoj ČNR ke spolupráci s ROA.[16]

- V 17.35 ČNR v rozhlase definitivně dementovala zprávy o schůzkách s generálem Vlasovem.[16]

- Ve 23.00 obdržely jednotky ROA od velitele 1. pěší ruské divize Ozbrojených sil Výboru pro osvobození národů Ruska (VS KONR) generálmajora Sergeje Kuzmiče Buňačenka[17] rozkaz k odchodu z Prahy a přesunu směrem k americké armádě.[16] [p 5]

- Ve 23.55 dorazila na Národní třídu americká obrněná kolona (tzv. velichovská mise) a její zástupci naštívili VVVP "Bartoš" v krytu v Bartolomějské ulici.[16] VVVP "Bartoš" navštívil americký válečný korespondent Russell Junath Hill z deníku The New York Herald Tribune.[6]

Na Praze 2 ve Vyšehradské ulici (na adrese Vyšehradská 423/27) fungovalo od 7. května 1945 do 9. května 1945 stanoviště spojek, které zajišťovaly komunikaci mezi velitelstvím Alex a velitelstvím Bartoš. Tomuto komunikačnímu uzlu velel podplukovník Bohumil Radechovský.

#### Úterý 8. května 1945
- V 0.30 se na VVVP "Bartoš" dostavila skupina vojáků U.S. Army pod vedením plukovníka Roberta Pratta. Zhruba ve stejné době formulovala ČNR základní body do "Protokolu o kapitulaci německé branné moci, zbraní SS, policie a přičleněných svazů".[6]

- V 10.45 se do Bartolomějské ulice číslo 7 dostavil k jednání s ČNR německý generál - velitel jednotek Wehrmachtu v Praze - generál pěchoty Rudolf Toussaint.[16] Spolu s ním byl jednání přítomen i vojenský velitel pro Prahu generálmajor Arthur von Briesen.[6]

Postup nacistů vyostřil krizi v ČNR ale i ve VVVP "Bartoš". Dne 8. května 1945 v 16.00 byla podepsána dohoda o odchodu německých jednotek z Prahy. Jednalo se o kapitulační protokol, který byl uzavřen mezi velitelem pražské německé posádky generálem pěchoty Rudolfem Toussaintem na straně jedné a následujícími signatáři, jimiž byli:
- Dr. Albert Pražák (předseda ČNR),
- Josef Smrkovský (člen předsednictva ČNR, člen KSČ),
- Dr. Josef Kotrlý (člen předsednictva ČNR, člen ČSSD),
- kapitán Jaromír Nechanský (předseda vojenské komise ČNR),
- brigádní generál Karel Kutlvašr (vojenský velitel Velké Prahy),
- podplukovník generálního štábu František Bürger-Bartoš (náčelník štábu generála Karla Kutlvašra) a
- podplukovník generálního štábu "Jaroslav Kadaňka" (jednalo se o Jaroslava Kadainku - člena vojenského velitelství "Alex" - přednostu jeho II. (zpravodajského) oddělení, znalce německého jazyka a konceptní služby).

Dokument stanovoval čas zahájení odchodu (8. května 1945 v 18.00) a precizoval další detaily odchodu německých branných sil z Prahy a okolí. Po druhé světové válce sovětská strana proti tomuto dokumentu, Protokolu o provedení formy kapitulace německých branných sil, ostře protestovala. Později to vedlo k perzekuci českých signatářů této dohody a k deformovaným výkladům historie Pražského povstání.
- V 18.15 dorazil ze Smíchova do bojových pozic na jihozápadním okraji Prahy dělostřelecký oddíl ROA majora Andreje Hubanova. Jeho úkolem bylo zastavit postup německých tanků, postřelovat německé pozice u podolské vodárny a dělostřeleckou baterii na Vyšehradě. Hubanov a jeho muži setrvali v bojích ve smíchovském úseku po boku povstalců až do okamžiku, kdy se museli stáhnout aby nepadli do zajetí vojáky blížící se Rudé armády. Pozdější česká historická literatura překrucovaná komunistickým režimem při popisu bojů o Zlíchov prezentovala dělostřelecký oddíl ROA jako "partyzány majora Hubanova".[23]

- Ve 21.00 začaly přicházet na VVVP "Bartoš" první zprávy z venkova o postupu sovětských jednotek na Prahu ze severních Čech. V té době již byly povstalci obsazeny mnohé klíčové budovy např. budovy ministerstva národní obrany a budova vojenského zeměpisného ústavu.[16]

#### Středa 9. května 1945
- V 09.15 došlo na Klárově k boji sovětského tanku T-34/85 číslo 24 z 1. praporu 63. gardové tankové brigády s německými pancéři (stíhače tanků Hetzer). Při tomto boji zahynul pětadvacetiletý velitel tanku poručík Ivan Hončarenko. Pozdější komunistická historie tento moment náležitě zdůraznila a využila.[16][24]

- V 10.00 nařídilo VVVP "Bartoš" pražskému obyvatelstvu vytvořit průchody v barikádách pro "průjezd rudých tanků" a to na základě požadavků velení Rudé armády.[16] Kolem 10.00 přijel do krytu v Bartolomějské ulici velitel 3. gardové tankové armády (generálplukovník Rudé armády) Pavel Semjonovič Rybalko.[6]

- V 10.20 ČNR vydala rozhlasem výzvu podepsanou profesorem Albertem Pražákem a Josefem Smrkovským. Jejím obsahem byl zákaz odebírat zbraně Revolučním gardám a to pod hrozbou přísných trestů.[16]

- Během dopoledne se kapitán jezdectva Jaromír Nechanský (toho času předseda vojenské komise ČNR) vrátil v americkém džípu z Plzně, kde se neúspěšně pokoušel zajistit vstup amerických jednotek do Prahy.[16]

- V 16.45 ostřelovala německé tanky u Zlíchova baterie dělostřelců ROA pod velením kapitána Batona.[16]

- V 18.45 bylo VVVP "Bartoš" požádáno o pomoc v lokalitě vinohradského náměstí Míru. Ve věži kostela svaté Ludmily se ukryli ozbrojení Němci, kteří odsud zákeřně ostřelovali pražany. Sovětská tanková děla toto místo odporu zlikvidovala.[16]

#### Čtvrtek 10. května 1945
Život v Praze se pomalu začal vracet do mírové rutiny. Marně žádal předseda ČNR profesor Albert Pražák sovětské jednotky o slušné zacházení s "vlasovci". Sovětské jednotky pořádaly na příslušníky dobrovoleckých jednotek ROA (vlasovské jednotky) hony, i zraněné "vlasovce" odvlékaly z nemocnic a nemilosrdně je popravovaly.
- V 16.00 přistála na letišti ve Kbelích část československé vlády ve složení: předseda vlády Zdeněk Firlinger, ministr národní obrany generál Ludvík Svoboda, místopředseda vlády Klement Gottwald a ministr vnitra Václav Nosek.[16]

#### Pátek 11. května 1945
Generál Karel Kutlvašr obdržel od ministra národní obrany generála Ludvíka Svobody úkol pro bývalé vládní vojsko. Úkol obdržel i generál Zdeněk Novák, který velel velitelství Alex: zajistit české pohraničí.
- V 10.00 přijal ministr národní obrany generál Ludvík Svoboda v hotelu Alcron vojenského velitele povstání generála Karla Kutlvašra a náčelníka jeho štábu podplukovníka Františka Bürgera-Bartoše.[16]

- Ve 14.00 dorazil z Kyšic na hranice Prahy tzv. Československý Kombinovaný oddíl skládající se z protiletadlové baterie a čety motorizované pěchoty (4 kolopásové obrněné transportéry + 3 pásové transportéry).

Kombinovaný oddíl byl vyslán dne 23. dubna 1945 z prostoru Dunkerque ve Francii, aby po boku americké armády vstoupil jako první, symbolický reprezentant československých zahraničních jednotek ze západní fronty na půdu své vlasti. Kombinovaný oddíl se dostal do Chebu v poledne dne 1. května 1945. V pondělí 6. května 1945 bylo americkým velením rozhodnuto o přesunu Kombinovaného oddílu do Plzně. V úterý 7. května 1945 v 09:00 hodin Kombinovaný oddíl opustil Cheb, aby se přesunul do již osvobozené Plzně. Po marném čekání na povolení cesty do Prahy skončil oddíl svou válečnou anabázi druhý den (8. května 1945) v nedaleké obci Kyšice.
Dne 11. května 1945 ve 14.00 tedy dorazil Kombinovaný oddíl na hranice Prahy. V Košířích jeho příslušníky uvítal druhý zástupce velitele VVVP ”Bartoš” plukovník generálního štábu František Heřman. Jednotka projela (jako první část československé zahraniční armády) Košířemi, Smíchovem, přes most Legií, Národní třídu, Václavské náměstí, pokračovala Ječnou ulici, přes Karlovo náměstí, dále pak Reslovou ulici a nábřežím zpět do Košíř, kde přenocovala. Ráno 12. května 1945 se však musela na rozkaz generála Ludvíka Svobody vrátit zpět do Horní Břízy - za demarkační linii do amerického pásma.
Podrobněji o Kombinovaném oddílu a jeho činnosti v Pražském povstání 1945 je uvedeno v hesle Jiří Pujman

## Pamětní deska na Ministerstvu financí
V budově Ministerstva financí (na adrese Letenská 525/15, 11800 Praha 1 – Malá Strana) se nachází pamětní deska věnovaná obětem druhé světové válka. Na pamětní desce je nápis: 
1945 – 2005

V TÉTO BUDOVĚ V LETECH NACISTICKÉ
OKUPACE PŮSOBILA MEZI ZAMĚSTNANCI
MINISTERSTVA FINANCÍ DŮSTOJNICKÁ
ILEGÁLNÍ SKUPINA „BARTOŠ“, KTERÁ SE
VÝZNAMNÝM ZPŮSOBEM PODÍLELA NA
PŘÍPRAVÁCH PRAŽSKÉHO POVSTÁNÍ.

V JEJÍM ČELE STÁL BÝVALÝ LEGIONÁŘ
PPLK. GŠT. FRANTIŠEK BÜRGER – BARTOŠ
(1898 – 1964), KTERÝ SE STAL V DOBĚ
PRAŽSKÉHO POVSTÁNÍ V KVĚTNU 1945
NÁČELNÍKEM ŠTÁBU VOJENSKÉHO
VELITELSTVÍ VELKÉ PRAHY.
text na pamětní desce

## Pamětní odznak VVVP Bartoš

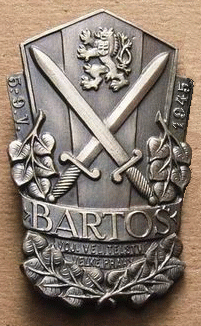
Pamětní odznak Vojenského velitelství Velké Prahy – Bartoš

Pamětní odznak Vojenského velitelství Velké Prahy – Bartoš (anglicky: Commemorative Badge of the Military Command of Great Prague - Bartoš) je v horních dvou třetinách tvořen mírně vypouklou husitskou obrannou pavézou. Na horní části této pavézy je centrálně umístěna heraldická postava lva ze státního znaku Československé republiky. Lev se "vznáší" nad zkříženými meči, jež směřují ostřími vzhůru a jsou obklopeny po vnějších stranách lipovými ratolestmi. Po horních stranách pavézy (nad ratolestmi) jsou dva ozdobné výstupky. Na levém je nápis: "5. - 9. V." a na pravém pak: "1945". V dolní části pavézy je stočená nenápadná kovová stuha s nápisem: "Voj. velitelství Velké Prahy". Nad touto páskou je podstatně širší a nápadnější stuha s velkým nápisem: "Bartoš". Nejnižší dolní část odznaku v prostoru pod nenápadnou kovovou stuhou je orámována (uzavřena) osově symetrickou dvojicí lipových ratolestí. Na rubové straně odznaku se nachází registrační číslo odznaku; odznak se předával s osvědčením a měl rozměry: výšku 50 mm, šířku v horní části 31 mm a šířku v dolní části 22 mm.

## Historický dovětek
Po roce 1948 se Pražské květnové povstání 1945 účelově interpretovalo jako vzpoura pracujících, kteří pod vedením komunistické strany (a České národní rady) povstali proti nacistům a vydrželi v boji až do rozhodujícího zásahu Rudé armády. Po roce 1989 se zase oproti tomu často zdůrazňovaly temné stránky květnových bojů, kupříkladu násilí proti německým civilistům, k nimž docházelo v pražských ulicích.
"Mnoho jak politických, tak i vojenských odbojových skupin se na povstání připravovalo prakticky už od roku 1939. V roce 1945 se všechny proudy slily v jeden a po prvním spontánním vystoupení musela nastoupit organizace, protože jinak by to povstání bylo velice rychle rozprášeno a zničeno."
Tomáš Jakl z Vojenského historického ústavu Praha,  
Již krátce po roce 1945 byl pohled historiků na Velitelství Bartoš nepříznivý a pozdější osud čestných důstojníků (včetně generála Karla Kutlvašra) byl tragický. Jan málo odvážných a vzdělaných historiků se před Sametovou revolucí v roce 1989 odvážilo psát objektivně a kladně o generálu Karlu Kutlvašrovi. Aktivity vyvíjené Velitelstvím Bartoš během Květnového povstání byly brzy po roce 1945 označovány jako protilidové a ještě později za protikomunistické. To byl dobrý důvod proč na tyto odvážné důstojníky a statečné vojáky bylo nutno historicky "zapomenout".
"Řada rozkazů vydávaná v průběhu povstání byla protilidová a nahrávala mnohdy kapitulantským náladám. Karel Kutlvašr se dokonce pokusil strhnout na sebe moc nad Českou národní radou a nad Ústředím revolučních odborů. To se však nepodařilo a vliv skupiny "Bartoš" nedosáhl Londýnem požadovaného vlivu".
Václav August Měřička (* 1916 - 2001) - historik, falerista a numizmatik , 

## Dohra po Únoru 1948

### Generál Karel Kutlvašr
Generál Karel Kutlvašr působil jako vojenský velitel Prahy až do 28. května 1945. Později byl povýšen do hodnosti divizního generála. Krátce po únorovém převratu byl přeložen do výslužby a koncem roku 1948 zatčen. V inscenovaném procesu byl 16. května 1949 Státním soudem v Praze odsouzen za velezradu k trestu odnětí svobody na doživotí a současně k degradaci na vojína v záloze. Až do rozsáhlé prezidentské amnestie Antonína Novotného v roce 1960, která byla vyhlášena u příležitosti nové socialistické ústavy, „dovršení socialismu“ a změně názvu republiky z ČSR na ČSSR, byl vězněn na Mírově a v Leopoldově. Na svobodu se vrátil s podlomeným zdravím a starobním důchodem tak malým, že se musel živit nejprve jako hlídač v Jízdárně Pražského hradu a poté co odtamtud musel odejít, jako noční vrátný v Nuselském pivovaru. Zemřel náhle 2. října 1961 v nemocnici v Motole.

### Generál František Slunečko
Dnem 28. října 1945 byl ustanoven velitelem 1. armádního sboru v Praze a povýšen do hodnosti divizního generála. Po dosažení věkové hranice odešel k 1. červnu 1946 do výslužby. Nikdy nebyl za nic odsouzen, přesto čelil různým provokacím a obviněním, na jejichž základě byl vyšetřován. Po propuštění z vyšetřovací vazby Státního soudu byl v roce 1950 degradován na vojína v záloze. V roce 1951 byl nuceně vystěhován z Prahy do Branžeže (okr. Mnichovo Hradiště) odkud se mohl vrátit až po "uvolnění" režimu v 60. letech dvacátého století. Zemřel 10. prosince 1963 v Praze.

### Generál Zdeněk Novák
Po válce byl povýšen nejprve na divizního (1. srpna 1945) a později armádního generála (1. dubna 1946) a do konce roku 1950 vykonával funkci velitele Vojenské oblasti 3 v Brně. Dne 3. ledna 1951 byl zatčen, a k 31. říjnu téhož roku propuštěn z vojenské činné služby a následně degradován na vojína v záloze. V roce 1954 byl odsouzen k 18 letům za velezradu a uvězněn. V roce 1956 byl na základě prezidentské milosti propuštěn. V roce 1967 byl rehabilitován a zároveň mu byla vrácena vojenská hodnost. Zemřel 23. října 1988 v obci Zadní Třebáň.

### Generál František Bürger-Bartoš
Po druhé světové válce byl František Bürger povýšen do hodnosti brigádního generála   a pokračoval v práci pro československou armádu. Jako jeden z hlavních činitelů Pražského květnového povstání 1945 byl už začátkem roku 1946 „uklizen“. Nejprve byl odvelen do Budapešti a pak do Paříže. Po Únoru 1948 byl (v září roku 1948) povolán do Prahy, kde byl ustanoven velitelem Nejvyšší vojenské akademie. Ale již po roce působení v této funkci byl (v říjnu 1949) odeslán na tzv. nucenou dovolenou s čekaným. Dne 3. května 1950 byl zatčen orgány StB. Při prohlídce byly v jeho bytě nalezeny letecké snímky z předmnichovského období. To bylo tendenčně interpretováno jako „přečin nedbalého uchovávání státního tajemství". Následoval soud, jehož verdiktem byla degradace do hodnosti vojína a trest ve výši osmi měsíců vězení. Po propuštění z výkonu trestu (3. ledna 1953) se František Bürger vrátil do Prahy, kde pracoval jako úředník ve Státním pedagogickém nakladatelství (SPN). Koncem roku 1957 byl zproštěn obžaloby a byla mu navrácena generálská hodnost. O pět let později ochrnul po mozkové mrtvici a poslední dva roky svého života prožil upoután na lůžko. Zamřel 15. října 1964 v Praze.